# Eremobina unicincta
Eremobina unicincta är en fjärilsart som beskrevs av Smith 1902. Eremobina unicincta ingår i släktet Eremobina och familjen nattflyn. Inga underarter finns listade i Catalogue of Life.